# Estação Ecológica do Rio Madeirinha
A Estação Ecológica do Rio Madeirinha é uma estação ecológica (ESEC) do estado de Mato Grosso, Brasil.

## Localização
A Estação Ecológica Rio Madeirinha possui uma área de cerca 13 682,92 hectares no município de Colniza, Mato Grosso. Fica no noroeste do estado, e faz fronteira a leste, norte e oeste com o Parque Estadual de Tucumã. O rio Madeirinha, que corre aproximadamente no sentido nordeste, define a divisa com a parte oeste do parque estadual.
A ESEC está no bioma Amazônia. A vegetação predominante é a floresta tropical aberta, com árvores com mais de 25 metros de altura. É um refúgio natural para a vida selvagem. O relevo dissecado forma uma variedade de habitats para fauna e flora diversas.

## Conservação
A Estação Ecológica Rio Madeirinha (ESEC) foi criada pelo governador de Mato Grosso no decreto 1.799 de 4 de novembro de 1997. Nessa época ficava no município de Aripuanã, Mato Grosso. O objetivo era conservar amostras do ecossistema, conservar a biodiversidade e proporcionar oportunidades para educação e pesquisa científica. A Lei 7.163, de 23 de agosto de 1999, confirmou esta criação. Um conselho consultivo foi nomeado em 18 de dezembro de 2014.
A ESEC está localizada em uma área escassamente povoada do estado, fora da área de expansão agropastoril do norte de Mato Grosso e noroeste de Rondônia, mas pode ser vulnerável à exploração madeireira e à mineração, que ocorre na região circundante. Na época da criação, apenas 0,2% da unidade estava desmatada. Este valor aumentou para 0,5% em 2002 e 2% em 2005. A ESEC estaria no proposto Corredor Ecológico dos Ecótonos da Amazônia Meridional.